# Caloptilia melanocarpae
Caloptilia melanocarpae är en fjärilsart som först beskrevs av Braun 1925.  Caloptilia melanocarpae ingår i släktet Caloptilia och familjen styltmalar. Inga underarter finns listade i Catalogue of Life.